# Nuestra Señora de las Rocosas
Nuestra Señora de las [Montañas] Rocosas (en inglés: Our Lady of the Rockies) es una estatua colosal al aire libre de 27 metros de altura de la Virgen María situada en la cima de una montaña ubicada en la Divisoria continental de América, dominando la ciudad de Butte, en Montana, Estados Unidos. Esta obra constituye la cuarta escultura más grande del país tras Nacimiento del Nuevo Mundo, La libertad iluminando el mundo y Pegaso y el dragón. Emplazada en un terreno privado y equipada con un sistema de iluminación para poder ser vista de noche, la base se halla a 2594 metros sobre el nivel del mar y a 1067 metros sobre la ciudad.
La escultura fue concebida por el residente de Butte Bob O'Bill en 1979 como tributo a la Virgen tras recuperarse su esposa de un cáncer. Posteriormente, la estatua sería dedicada también a «todas las mujeres, especialmente las madres».

## Construcción
Bob O'Bill pensó en una estatua de la Virgen en 1979, época en que su esposa se encontraba gravemente enferma de cáncer, tomando la determinación de construir una escultura de Nuestra Señora de Guadalupe si su esposa lograba sobrevivir; tras su recuperación, O'Bill empezó el proyecto y erigió una estatua de 27 metros en lo alto de unas montañas situadas en la Divisoria continental de América (inicialmente estaba previsto que la estatua midiese 1,5 metros y se instalase en el patio de su casa).
La escultura fue construida en su mayoría gracias a donaciones de dinero, materiales y al trabajo de la comunidad local (en aquel entonces afectada económicamente por el cierre de las minas de cobre de la zona, uno de los principales sustentos de la ciudad), siendo el diseño elaborado por Laurien Eugene Riehl, ingeniera de la Anaconda Copper Mining Company. Los trabajos en el proyecto comenzaron el 29 de diciembre de 1979; la base de la estatua, con un peso de 400 toneladas de hormigón, fue instalada en 1985, mientras que el 17 de diciembre del mismo año, un Sikorsky CH-54 Tarhe del 137.º Regimiento de Aviación transportó por aire la escultura en cuatro secciones a su ubicación actual en Saddle Rock, en la cumbre de East Ridge, en un terreno donado por Guy Ossello.

## Controversia

### Oposición
Antes de que la escultura fuese erigida, algunos residentes mostraron su oposición al proyecto por motivos religiosos. En 1981, evocando la doctrina de la separación de la iglesia y el estado en Estados Unidos, el sacerdote católico Edward Hislop declaró a The Montana Standard: «Pese a que la estatua está en un terreno privado, está claramente en un lugar público. El East Ridge ha pertenecido siempre a la gente de Butte, y eso puede ser ofensivo para algunos y plantear dificultades». Por su parte, la columnista de consejos nacionalmente sindicada Ask Ann Landers publicó en marzo de 1985 una carta en la que un lector se quejaba de que «un grupo religioso en Butte, Mont., está imponiendo sus creencias religiosas en toda una ciudad».

### Job Corps
En agosto de 1994, la Freedom From Religion Foundation recibió la noticia de que uno de los miembros de la cercana Job Corps de Anaconda estaba involucrado en la construcción de una capilla en el lugar de la estatua. La fundación, objetando el uso de fondos federales para el levantamiento de un lugar de oración, presentó una queja ante el Departamento del Trabajo de los Estados Unidos, cesando la colaboración de Job Corps el 11 de septiembre.

### Tranvía
En julio de 2005, un grupo de propietarios interpuso una demanda por los planes de emplear una carretera cercana a sus hogares para instalar un tranvía que llevase hasta la escultura. Los planes fueron aprobados por el tribunal del distrito de Butte, pero tras una apelación, la Corte Suprema de Montana dictaminó que la carretera era privada y no podía utilizarse en el recorrido del tranvía, lo que supuso desechar definitivamente la idea de instalarlo. No obstante, en época estival la tienda de regalos de Nuestra Señora de las Rocosas ofrece tours guiados en autobús.